# 克薩尼河
41°51′17″N 44°33′45″E / 41.8546°N 44.5626°E

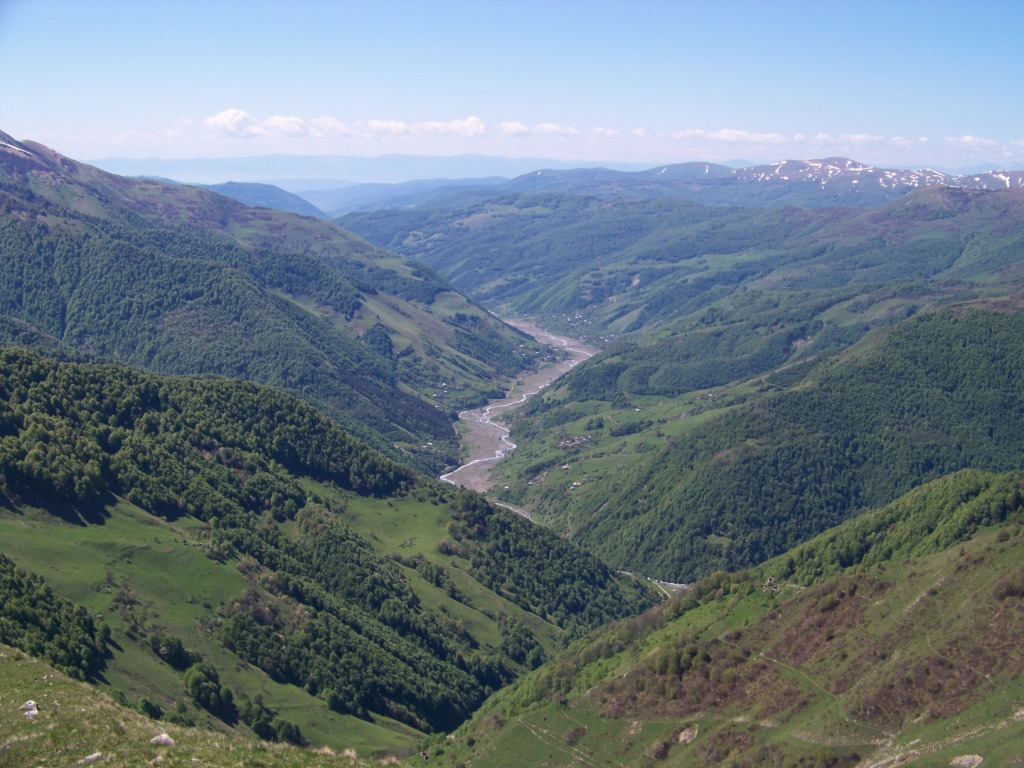

克薩尼河是格魯吉亞的河流，位於該國中部，發源自高加索山脈南坡，河道全長84公里，流域面積885平方公里，發源自大高加索山脈，最終注入庫拉河。